# Pardosa luctinosa marina
Pardosa luctinosa là một phân loài nhện trong họ Lycosidae.
Loài này thuộc chi Pardosa. Pardosa luctinosa marina được Gábor von Kolosváry miêu tả năm 1940.